# Österreichische Gesellschaft für Parapsychologie und Grenzbereiche der Wissenschaften
Die Österreichische Gesellschaft für Parapsychologie (Langversion: Österreichische Gesellschaft für Parapsychologie und Grenzbereiche der Wissenschaften) ist eine Vereinigung sowohl von einschlägig tätigen Wissenschaftlern wie auch an der Thematik interessierten Laien. Die ÖGPP ist Mitglied im Verband der Wissenschaftlichen Gesellschaften Österreichs.

## Geschichte

### Gründung
Die Österreichische Gesellschaft für Parapsychologie wurde am 2. Dezember 1927 in dem (heute nicht mehr existierenden) Café Collonaden in Wien – nach dem Vorbild der um 45 Jahre älteren britischen Society for Psychical Research (SPR) unter dem Namen Österreichische Gesellschaft für Psychische Forschung – gegründet. Gründer waren Zoë Wassilko von Serecki und der theoretische Physiker Hans Thirring sowie eine Reihe weiterer Proponenten, allesamt Wissenschaftler, darunter auch der Mathematiker Hans Hahn, der auch ein Mitglied im Wiener Kreis war.
Die Jahre von der Gründung bis zum Anschluss Österreichs von 1938 waren außerordentlich fruchtbar; die Gesellschaft war – vor allem dank der Aktivität der Generalsekretärin, Zoë Wassilko von Serecki – in die internationale parapsychologische Szene voll integriert, die Gesellschaft war experimentell orientiert und zahlreiche ihrer führenden Mitglieder, z. B. der Psychoanalytiker  Alfred Baron Winterstein, sind mit Publikationen an die Öffentlichkeit getreten.

### Zeit des Nationalsozialismus
Um nach dem Anschluss Österreichs der drohenden Zusammenlegung mit einem Spiritistenverein zu entgehen, hat die Gesellschaft die Selbstauflösung beschlossen.

### Nach dem Zweiten Weltkrieg
1946 wurde die Gesellschaft wiederbegründet und bald darauf als Mitgliedsorganisation in den damaligen „Notring der wissenschaftlichen Gesellschaften Österreichs“ (heute: „Verband der Wissenschaftlichen Gesellschaften Österreichs“) aufgenommen. Zoë Wassilko von Serecki war wiederum die treibende Kraft und die Generalsekretärin, eine Stellung, die sie (ohne Berücksichtigung der NS-Zeit) insgesamt 38 Jahre lang innehatte.
Nach einer Krise in der Gesellschaft Mitte der 1960er-Jahre hat Hellmut Hofmann, damals Dozent und später Professor an der Technischen Hochschule, der heutigen Technische Universität Wien die Leitung der Gesellschaft übernommen. Hofmann hatte später die Abteilung für Grundlagen und Theorie der Elektrotechnik inne.
Insbesondere das Auftreten von Uri Geller Anfang der 1970er-Jahre brachte eine Welle erhöhten Interesses (und auch mancher Forschungsaktivität), die aber mittlerweile wieder auf das vorherige Maß abgeebbt ist. 1971 erfolgte eine wesentliche Umbenennung, von "Österreichische Gesellschaft für Psychische Forschung" in "Österreichische Gesellschaft für Parapsychologie". 1997 gab es eine weitere Namensänderung durch die Hinzufügung des Zusatzes "und Grenzbereiche der Wissenschaften".

### Jüngere Vergangenheit
1997 hat Manfred Kremser Hofmann als Präsident abgelöst; in der Folge wurde der Sitz der Gesellschaft von der TU-Wien an die Universität Wien, d. h., an Kremsers Dienststelle, das Institut für Ethnologie bzw. Kultur- und Sozialanthropologie, verlegt. Mittlerweile wurde – nach dem Ableben Kremsers – der Sitz neuerlich verlegt.

## Generelle Ausrichtung
Angesichts des teilweise kontroversiellen Charakters der Parapsychologie muss ausdrücklich betont werden, dass sich die Gesellschaft als den Prinzipien der Wissenschaftlichkeit (methodisch-kritisches Vorgehen, Nachprüfbarkeit, Denkökonomie bei der Hypothesenbildung, Falsifikationstheorem etc.) verpflichtet sieht und diese Anforderungen durch die Vorstandsmitglieder auch permanent kommuniziert. Es geht metaphorisch darum, den engen Weg zwischen Skylla und Charybdis zu steuern, d. h. zwischen dem vorurteilsbelasteten Skeptizismus der organisierten Skeptiker bzw. Negativ-Gläubigen einerseits und andererseits dem Aberglauben bzw. der Leichtgläubigkeit, wie sie insbesondere bei den Esoterikanhängern verbreitet ist.
Es geht also um einen rationalen Zugang, es geht darum, die einschlägigen Fragen in einem Raum der Besonnenheit zu diskutieren, wie Hans Bender dies postuliert hat, der auch das Wort von der Parapsychologie als positive Kritik des Aberglaubens geprägt hat, immer in Verbindung mit dem Aspekt der Psychohygiene (seelischer Gesundheitsschutz) zwecks Abbau magischer Überhöhungen und abergläubischer Vorstellungen – letztlich also zwecks Ent-Ängstigung.

## Psychohygiene und Konsumentenschutz
In dem zuletzt genannten Bereich der Psychohygiene, insbesondere aber beim Schutz vor Betrug durch betrügerische "Medien", "Hellseher" oder "mediale Lebensberater" – die oft genug ihrerseits das Vokabel "Parapsychologie" zu usurpieren und den Unterschied zwischen Parapsychologie und Esoterik zu verwischen suchen – gibt es fallweise Zusammenarbeit mit Konsumentenschutzorganisationen, z. B. der Kammer für Arbeiter und Angestellte.

## Aufgaben

### Gemäß den Statuten
- wissenschaftliche Untersuchungen
- Betrieb einer Fachbibliothek
- Öffentlichkeitsarbeit (Vorträge, Symposien, Diskussionsveranstaltungen)
- wissenschaftliche Publikationen

### Durchführung
Während es keine korporative Forschungsaktivität der gesamten Gesellschaft gibt, so wurden und werden unter der "Schirmherrschaft" der ÖGPP von einigen Mitgliedern derselben Forschungsprojekte durchgeführt.
Die Bibliothek steht den Mitgliedern mit der Möglichkeit der Entlehnung offen. (Derzeit gibt es umständehalber diesbezüglich einige Einschränkungen.)
Seit Jahren ist die Vortragstätigkeit die Hauptaktivität der Gesellschaft. Es werden im Jahr mindestens zehn Veranstaltungen abgehalten, fünf pro Semester (die ÖGPP richtet sich nach dem akademischen Jahr). Das Semesterprogramm ist jeweils auf der Website der ÖGPP on-line gestellt. Wenn die Veranstaltungen auch primär für die Mitglieder gedacht sind (und für diese auch kostenlos geboten werden), so sind doch interessierte Gäste (gegen einen kleinen Spesenbeitrag) stets willkommen. Eine größere Anzahl der vergangenen Vorträge sind in Form von Kurzberichten, Volltexten, Präsentationen etc. archiviert und ebenfalls über die Website der ÖGPP zugänglich (auch mit den jeweiligen Vortragstiteln verlinkt).

#### Die Themen
Es wird versucht, das Vortragsprogramm so zu gestalten, dass ein breites Spektrum abgedeckt wird: experimentelle Untersuchungen, theoretische Konzepte, Phänomenanalysen, Fallberichte, historische Darlegungen, philosophische Konsequenzen, wissenschaftstheoretische Vorfragen etc.

#### Prominente Referenten
Viele im Fach bekannte Namen waren in der Vergangenheit Vortragende in der Gesellschaft, und diese Tradition setzt sich in die Gegenwart fort.
Ein paar Beispiele:
- W. H. C. Tenhaeff
- Hans Bender
- Milan Rýzl
- Eberhard Bauer
- Walter v. Lucadou
- Herbert Pietschmann
- Gerhard Kubik
- Hartmann Römer
- Stanislav Grof
- Rupert Sheldrake
- Stanley Krippner
- Erlendur Haraldsson

#### Kooperation mit anderen wissenschaftlichen Gesellschaften
- Österreichische Gesellschaft für Wissenschaftsgeschichte
- Österreichische Gesellschaft für organismisch-systemische Forschung und Theorie

## Besondere Höhepunkte
- 2000 und 2004: Teilnahme an den Wissenschaftsausstellung "Wissenschaft 2000" bzw. "Wissenschaft 2004" des VWGÖ in der Akademie der Wissenschaften bzw. in Graz
- 2004 war die ÖGPP Gastgeber für die 47th Annual Convention of the Parapsychological Association. Die Parapsychological Association (PA) ist die internationale Berufsorganisation der wissenschaftlich tätigen Parapsychologen und hält jährlich einen Weltkongress ab, alternierend jeweils in einer Stadt in Amerika bzw. in Europa.
- 2006: internationales MESMER-Symposium auf Schloss Rothmühle
- 2008 (Mai) KOESTLER-Symposium »Arthur Koestler – Jenseits von Reduktionismus und Zufall«
- 2008 (Nov.) Symposium »Faszination des Okkulten – Literatur und Okkultismus«
- 2012 Workshop "Remote Viewing"

## Publikationsorgan
Die ÖGPP verfügt über kein gedrucktes Publikationsorgan, versendet aber in unregelmäßiger Folge (mindestens 3 × im Jahr) einen kostenlosen elektronischen Newsletter an Mitglieder und Interessenten, der derzeit an ca. 350 Abonnenten ausgeschickt wird.

## Öffentlichkeitsarbeit
Weiters sind zahlreiche Auftritte von Manfred Kremser (szt. Präsident, 2013 verstorben) bzw. Peter Mulacz (ggw. Präsident) in den Massenmedien Rundfunk und Fernsehen – Interviews, Teilnahme an Talkshows etc. – sowie bei öffentlichen Diskussionsveranstaltungen zu erwähnen.
Außer der
- Sachinformation (Erklärung diverser Phänomene, Beantwortung konkreter Fragen)

geht es dabei auch immer wieder darum,
- das vielfach missverstandene Bild der Parapsychologie in der Öffentlichkeit zurechtzurücken und sich vom Umklammerungsversuch durch die Esoterik zu befreien, indem der Unterschied kommuniziert wird, der trotz der thematischen Überschneidung deutlich genug sein sollte, nämlich, dass die Parapsychologie dort wissenschaftlich forscht, wo die Esoterik einfach glaubt.